# 讓雨降臨
〈让雨降临〉是美国歌手Lady Gaga和爱莉安娜·格兰德的歌曲，2020年5月22日作为Gaga第六张录音室专辑《神彩》的第二首单曲发行。作品风格横跨流行舞曲、迪斯科、浩室和電子流行。Gaga形容歌曲是“庆祝眼泪”，表达了乐观应对生活艰辛的主题。乐评人称赞了Gaga和格兰德的歌声以及歌曲令人振奋的本质。
歌曲空降《告示牌》百强单曲榜首位，是Gaga第五首、格兰德第四首美国冠军单曲。由于歌曲是首个在该榜夺冠的女性合作作品，格兰德因而成为首位四首单曲空降该榜冠军的艺人。另外，〈让雨降临〉还在英国、爱尔兰、苏格兰和新加坡等地夺冠，同时位列澳大利亚、捷克共和国、爱沙尼亚、芬兰、德国、意大利、希腊、立陶宛、荷兰、新西兰、挪威、斯洛文尼亚、西班牙和瑞士等地的前十。歌曲的音乐录影带由电影制片人罗伯特·罗德里格兹执导，片中两位歌手在暴风中的大舞台上翩翩起舞，匕首从天而降。
2021年第63屆葛萊美獎，爱莉安娜·格蘭德與女神卡卡以《讓雨降臨》共同獲得最佳流行團體 / 組合獎。

## 创作
〈让雨降临〉由Gaga、格兰德、妮娅·查尔斯、拉米·雅各布、吵闹男孩和《神彩》专辑制作人BloodPop操刀。2020年3月16日，人们还不知道爱莉安娜有份合作的时候，Gaga接受《Paper》采访，首次提到了这首歌，称歌曲是“舞曲中的怪物，但传达的信息是使自己屈服于被毁灭的生活——就像一个在完美舞者在舞台上哭泣，仿佛是在‘庆祝所有心酸的经历’。”Gaga透露她正和“一位同行的女性流行巨星”合作，这位女星“有在公众视线中遭受巨大创伤（的类似经历）”，并进而深入谈到了她们这首歌的肇始：“我坐在她旁边，谈了我们的生活。两位女性在一起谈论如何继续生活，如何感激你所拥有的。”
2020年5月21日，Gaga接受Apple Music电台Beats 1主持人赞恩·劳采访时，进一步提到了歌曲的创作历程：
|  | （格兰德）非常优秀，我认为她或许会参与进来。我心想，此时此刻，就只管把这首歌唱出来，感谢你现在所拥有的时光。不过我也问了她需要的东西，问她的思路到底怎样。她就说，她走进录音室的时候，看到我还在哭，就走到我身边安慰我：‘一切会好起来的，需要的话给我打电话吧，这是我的号码’。她为人很执着，好几次想和我成为朋友。但我觉得很难为情，不希望这个项目的所有负面情绪都传递给她了。然而她来找我，说‘你躲起来了’，我就说‘是啊，你说的没错，我确实躲起来了’，我们友谊的果实就是那样结成的。歌词背后的含义，就是眼泪以及用来麻痹我自己的大量酒精的象征。我宁愿把眼泪苦干，但我至少还活着，大雨只管打在我身上吧。 |

（页面存档备份，存于）

## 音乐和歌词
歌曲是一首1990年代风格的流行舞曲、迪斯科、浩室及電子流行。歌曲隐含法式浩室、铁克诺、歐陸舞曲和電子音樂元素，节拍采用合成器流行乐器和迪斯科。歌曲低音声部旋律与格温·麦克雷的〈All This Love That I'm Giving〉相同。歌曲以[[拍號|
拍]]、C♯小调谱写，速度为每分钟123拍。歌曲和弦大体上遵循C♯m7–Amaj9进程，首段主歌是第二段副歌前段多了一个B（add4），两段副歌前段均以F♯m11结尾。歌曲取向积极，由合成器迪斯科节拍、抓耳的合成器掌声、稳定的低音声部、放克吉他扫弦和滚动式合成器构成。
歌曲以“简练”的主歌开头，Gaga的歌声率先开场，紧接着是经滤波器处理的浩室贝斯和仿雷声打击乐。90年代中期风格浩室流行乐重复唱段包含着一个音域往下移的循环歌声。到了副歌的雷声部分，节拍开始加快，随后经铁克诺气氛调整为高潮节拍。即兴段落过后，格兰德从第二段主歌起进入，此时掌声节拍被加入。最后的副歌随着歌手激情唱响“炸开”。
Gaga和格兰德的“爆炸性”歌声音域为G♯3到B5。从声乐层面上看，Gaga运用口语化的演唱手法，而格兰德采用了她“标志性的”八度高音。歌曲被Gaga形容为“眼泪的庆祝”，利用雨象征用来麻痹痛苦的酒精。第一段主歌中，Gaga回想了生活的艰难，而格兰德在第二段主歌中传递了接受现实的信念。《ELLE》认为，歌曲的主题为“坚持不懈迎战痛苦，从痛苦中康复，寻找找到痛苦、心碎和生活中的美。”

## 发行与推广
歌曲于2020年4月22日正式发行，当天Gaga发布了《神彩》专辑的歌单。5月15日，Gaga和格兰德同步在Instagram和Twitter公布单曲的封面，宣布单曲会在一周后发布。最终，歌曲作为专辑的第二首单曲于5月21日首播。歌曲也透过Amazon Music的歌词视频广告推广。5月26日，Gaga和格兰德发布了与气象频道合作制作的一分钟小品，片中两人举着雨伞模仿天气预报员，分享她们“庆祝雨天”的做法。5月28日，两人又发布了另一则天气预报动态，片中Gaga在泳池中，格兰德在浴缸里。

## 专业评价
《独立报》的亚当·怀特（Adam White）给予歌曲4/5星评价，表示歌曲是“三分钟的欣快的情节剧”，是“电影补白式凯歌”。《娱乐周刊》的乔伊·诺尔菲（Joey Nolfi）指出，〈让雨降临〉用“治愈旋律”把“歌迷带到了歌声的天堂”。《洛杉矶时报》的米卡勒·伍德（Mikale Wood）认为歌曲是“攥起拳头的自我赋权口水歌。”《滚石》的阿迪亚·黎牙实比（Althea Legaspi）形容歌曲“令人振奋”，两位歌手“一唱一和”，“尽管用恶劣的天气隐喻伤感，还是宣扬了令人振奋的内容。”《人物》的戴夫·奎恩强调“格兰德演绎了她个人标志性的高八度”和“Gaga壮阔的歌声”“在整首歌中回荡”，就在她们唱出“让雨降临”（Rain on me）和“双手高举空中/我便是你的银河”（Hands up to the sky/I'll be your galaxy）时。《Pitchfork》的奎恩·摩兰德（Quinn Moreland）赞扬了这首歌，认为作品“从两位在情感层面建立了联系的女性身上汲取力量 。”《Paper》的布伦登·韦特摩尔（Brenden Wetmore）在一篇正面的点评中，形容作品的“用充盈的真挚情绪和伤心情绪充满电，到结尾是散发全部活力，为值得频闪灯完成撑场的这个派对充好电。”
《纽约》杂志的克雷格·詹金斯（Craig Jenkins）赞美歌手的歌声和歌曲的节奏，认为歌曲“会非常出彩”，因为作品是“一首令人难以忘怀的质量模糊的流行金曲，歌词对于内容范围的界定非常清晰明了。”《新音乐快递》的汉娜·米莉亚（Hannah Mylrea）指作品是“当红热曲”，可能是Gaga自2011年〈天生完美〉以来最棒的歌曲。《公告牌》表示，“歌曲展示爱莉安娜·格兰德和Lady Gaga无与伦比的歌声”。《公告牌》也将〈让雨降临〉提名为Gaga《神彩》专辑第二出色的歌曲，声称“完美的制作和积极的词曲使得歌曲很强大，但使它成为Gaga最佳歌曲的是两位流行女巨星之间无与伦比的化学反应”。《立体胶》的克里斯·德维尔（Chris DeVille）称歌曲“史诗级”：“当Gaga和爱莉安娜·格兰德走到一起坚持度过创伤，就是歌曲宣泄的内容。”
《前音后果》的马特·梅利斯（Matt Melis）写道：“Gaga和格兰德的歌声传到千里之外”，是“爆炸性的特征”。他也认为“这是我们所有人在这次疫情期间至少要了十几次的作品”，同时指出歌曲传达的正能量信息：“不论风云如何变换，我们都要忍受，经历风暴后我们的心理会更加洁净。”《华盛顿邮报》的艾莉森·斯图加特（Allison Stewart）认为歌曲是“大嗓门女歌星的峰会”，“安排得令人无法抗拒”。《PopMatters》的埃文·索迪（Evan Sawdey）认为作品是“Gaga有史以来最出色的单曲”，“三分钟的时长匆匆飞过，你几乎没有意识到这首歌是在讲酗酒”。《偏锋杂志》的亚历克斯·坎普（Alexa Camp）的评价相比之下不那么热情，尽管认为〈让雨降临〉“相比前一首单曲〈癡癡的愛〉所有改进”，但“两位热心肠的歌手争奇斗艳，决出哪位歌手在这个为了榜单成绩拼尽全力的三分钟中，在副歌用歌声盖过对方”，另外也批评歌曲的衔接部分。

## 榜单表现
作品空降《告示牌》百强单曲榜榜首，是Gaga第五首、格兰德第四首冠军单曲，也是首支空降单曲榜榜首的女性合作单曲。此外，歌曲也是Gaga继〈天生完美〉后第二首空降冠军的作品，她因此是第四位获得两首空降冠军歌曲的女艺人，紧随瑪麗亞·凱莉、布蘭妮·斯皮爾斯和爱莉安娜·格兰德，也是第七位获此殊荣的歌手，紧随德雷克、贾斯汀·比伯和特拉维斯·斯科特。Gaga也是凯莉和碧昂絲后第三位在2000、2010和2020年代均获得冠军单曲的艺人。格兰德是首个获得四首空降冠军单曲的艺人，超过凯莉、德雷克和比伯。
英国方面，〈让雨降临〉空降英国单曲排行榜榜首，是Gaga和格兰德第六首英国冠军单曲。歌曲斩获70000份榜单销量，超越前一周的冠军、DaBaby作品〈Rockstar〉，创下全女班合作作曲英国发行首周流媒体播放次数最高的纪录，七天内播放了810万次。作品也是Gaga的第一首英国空降冠军单曲。凭借各自六首冠军单曲，Gaga和格兰德与布蘭妮·斯皮爾斯及罗德·斯图尔特一同成为英国单曲排行榜中冠军单曲第十多的歌手。在苏格兰，作品是Gaga在苏格兰单曲排行榜的第八首冠军单曲。
在爱尔兰，〈让雨降临〉空降爱尔兰单曲榜榜首，是格兰德在该国第六首、Gaga第七首管局单曲。〈让雨降临〉是2020年开局首周成绩最好的单曲，超越此前的比莉·艾利什〈无暇赴死〉。作品是自2011年〈天生完美〉以来，Gaga第一首获得头位的单曲，也是格兰德在爱尔兰第六首跻身50强的单曲。另外，她和蕾哈娜一道成为过去十年来冠军单曲最多的女艺人。
在加拿大，截至2020年6月6日，作品进入加拿大百强单曲榜首位，是Gaga在该国第六首、格兰德第四首冠军单曲。歌曲在加拿大数字歌曲销量榜也空降冠军。
在澳大利亚，截至2020年6月1日，歌曲空降澳大利唱片业协会单曲榜第二位，是Gaga在该国第14首、格兰德第15首十强单曲。对于格兰德，歌曲是继〈Stuck with U〉后三个礼拜内第二首进入该榜前十名的二重唱歌曲。
截至2020年6月1日，歌曲空降《滚石》百强单曲榜，是Gaga在该榜第一首、格兰德第三首冠军单曲。作品也是格兰德第三首空降该榜单冠军的作品，因此她是首位在该榜获得三首空降冠军作品的女艺人。

## 音乐录影带

### 背景和梗概
歌曲的音乐录影带于加州因应2019冠状病毒病疫情实施居家令前不久在洛杉矶拍摄拍摄。Gaga和格兰德所穿的服装由劳拉·普利斯（Laura Pulice）设计，专门制造乳胶服的公司Vex Clothing生产。普利斯表示Gaga服装的灵感出自“未来主义科幻朋克”和“重金属专辑性感标志”，而至于格兰德，他们“希望打造她能够驾驭的风格，同时保留视频的未来主义风格。”两位歌手的妆容由莎拉·塔诺（Sarah Tanno）打造，使用Haus Laboratories的产品，从而“让装扮看起来更有力，更流行，同時混杂了危险的反叛精神。”视频发布前，Gaga曾和Apple Music的赞恩·劳提到了片中与格兰德合作，表示“她很乐意尝试之前没有做过的新鲜事物”。录影带由此前曾和Gaga在《弯刀杀戮》和《萬惡城市2》中有过合作的罗伯特·罗德里格兹合作，于2020年5月22日首播。
视频开头，“Gaga躺在地上，她在姿势类似于《神彩》专辑封面中的体态，而她的大腿上插着一把剑”，这把剑后来被她拔出。视频中的服装包括许多“女狂人风格元素”、乳胶和PVC。Gaga穿全身粉色和厚底靴，所率领的舞蹈团也穿着粉红色，就像她之前〈癡癡的愛〉的录影带一样，同时格兰的穿着紫色上衣和“带蝴蝶翅膀的亮黑色金属迷你裙”。所有人冒着雷雨在大型的竞技场中跳舞，一大堆匕首从天儿降。在片中的一个地方，Gaga戴上了格兰德的“标志性高挑马尾”，格兰德则把头发放下来。影片还出现了一块玻璃后面“一些雨水打在Gaga脸上的戏剧性特写镜头”，另外一个镜头中两位歌手手牵着手，“每个人脑后的美少女战士长发随着风摆动”。结尾处，两位歌手拥抱在一起。

### 评价
《时尚芭莎》的艾米·麦克肯登（Amy Mackelden）认为录影带“无疑是标志性的”，“出现了戏剧性的变装和杀手舞蹈动作”。《名利场》的艾琳·范德霍夫（Erin Vanderhoof）指歌曲是“制作精湛的动画视频”，舞蹈动作“对抖音友好”，“有丝毫对新冠疫情之前的日子的怀念”。《Nylon》的斯蒂芬妮·王（Stefanee Wang）赞扬了Gaga和爱莉安娜是影片中的表现，表示“她们没有漏掉一个拍子”。又指歌曲的视觉化“令人相信世界崩塌时，社会应该成为一个巨大的舞蹈派对”。《Paper》的布兰德·威特摩尔（Brendan Wetmore）认为影片和单曲“一样耀眼”，“将两位2010年代的流行舞蹈偶像放在一起，在雨中引起骚动。”《地铁报 (英国)》的乔治·格里菲思（George Griffiths）认为影片是“治愈系凯歌”。乐评人发现视频风格有点像《银翼杀手》、《真人快打》和《魔兵驚天錄》。

## 曲目列表与模式
| 数字下载（专辑版） 1. "Rain on Me" (with Ariana Grande) – 3:02 图片光盘/CD/卡式录音带/黑胶版 1. "Rain on Me" (with Ariana Grande) – 3:39 2. "Rain on Me" (instrumental) – 3:42 | 数字下载（单曲版） 1. "Rain on Me" (with Ariana Grande) – 3:39 数字下载 - 伴奏 1. "Rain on Me" (instrumental) – 3:42 |

## 制作名单
名单摘自Tidal和专辑内页。
- Lady Gaga – 演唱、词曲
- 爱莉安娜·格兰德 – 演唱、词曲
- BloodPop – 制作、词曲
- 伯恩斯（英语：Burns (musician)） – 制作、词曲、贝斯、鼓、吉他、键盘
- Tchami（英语：Tchami） – 额外制作人、词曲
- 亚历山大·里达（英语：Boys Noize） – 词曲
- 妮娅·查尔斯（英语：Nija Charles） – 词曲
- 拉米·雅各布 – 词曲
- 莱迪·加西亚（Leddie Garcia）– 打击乐
- 雷切尔·马泽（Rachel Mazer） – 萨克斯
- 本杰明·赖斯（Benjamin Rice）– 人声制作、录音工程、混音
- 汤姆·诺里斯（英语：Tom Norris (record producer)） – 混音
- E·斯科特·凯莉（E. Scott Kelly）– 混音助理
- 兰迪·梅里尔（Randy Merrill）– 母带工程

## 榜单成绩
| 榜单（2020年）                               | 最高排名 |
| -------------------------------------------- | -------- |
| 阿根廷（Argentina Hot 100）                  | 36       |
| 澳大利亚（澳大利亚唱片业协会榜）             | 2        |
| 奥地利（Ö3四十强单曲榜）                     | 8        |
| 比利时佛兰德（Ultratop單曲榜）               | 5        |
| 比利時瓦隆（Ultratop單曲榜）                 | 10       |
| 加拿大（Canadian Hot 100）                   | 1        |
| 加拿大（《告示牌》Canada AC）                | 1        |
| 加拿大（《告示牌》Canada CHR）               | 2        |
| 加拿大（《告示牌》Canada Hot AC）            | 1        |
| 獨立國協（Tophit電台榜）                     | 9        |
| 捷克（電台百大單曲榜）                       | 7        |
| 捷克（百強數位單曲榜）                       | 4        |
| 丹麦（丹麦四十强单曲榜）                     | 14       |
| 萨尔瓦多（拉美監控）                         | 13       |
| 爱沙尼亚（爱沙尼亚四十强榜）                 | 2        |
| 欧洲（《公告牌》数字歌曲销售榜）             | 1        |
| 芬兰（芬兰官方榜单）                         | 8        |
| 法国（法國唱片出版業公會）                   | 12       |
| 德國（德國官方榜单）                         | 9        |
| 希腊（国际唱片业协会希腊分会國際單曲榜）     | 1        |
| 冰島（Tonlist）                              | 24       |
| 冰島（RÚV）                                  | 21       |
| 愛爾蘭（愛爾蘭唱片音樂協會单曲榜）           | 1        |
| 以色列（媒体森林）                           | 2        |
| 意大利（意大利音乐产业联盟）                 | 5        |
| 日本（Japan Hot 100）                        | 8        |
| 拉脱维亚（拉脱维亚电台）                     | 12       |
| 立陶宛（AGATA）                              | 2        |
| 荷兰（荷蘭四十強單曲榜）                     | 22       |
| 荷兰（百强单曲榜）                           | 9        |
| 墨西哥（墨西哥音像製品協會）                 | 4        |
| 新西兰（新西兰官方音乐榜）                   | 2        |
| 挪威（世界之路榜單）                         | 7        |
| 巴拿马（拉美監控）                           | 11       |
| 波蘭（波蘭百大電台榜）                       | 44       |
| 葡萄牙（葡萄牙唱片業協會单曲榜）             | 5        |
| 蘇格蘭（官方榜單公司單曲榜）                 | 1        |
| 新加坡（新加坡唱片業協會）                   | 1        |
| 斯洛伐克（電台百大單曲榜）                   | 10       |
| 斯洛伐克（百強數位單曲榜）                   | 4        |
| 斯洛文尼亚（斯洛文尼亚五十强榜）             | 1        |
| 韓國（Gaon單曲榜）                           | 122      |
| 西班牙（西班牙音樂製作協會）                 | 8        |
| 瑞典（瑞典最熱榜）                           | 8        |
| 瑞士（瑞士热门音乐榜）                       | 5        |
| 英國（官方榜單公司單曲榜）                   | 1        |
| 美国（《告示牌》百大單曲榜）                 | 1        |
| 美國（《告示牌》成人當代單曲榜）             | 11       |
| 美國（《告示牌》Adult Pop Airplay）          | 3        |
| 美國（《告示牌》Hot Dance/Electronic Songs） | 1        |
| 美國（《告示牌》Pop Airplay）                | 10       |
| 美国（《滾石》百強單曲榜）                   | 1        |

| 排行榜（2020年）                 | 排名 |
| -------------------------------- | ---- |
| 巴西（五十大串流榜）             | 16   |
| 巴拉圭（巴拉圭唱片公司管理協會） | 20   |
| 斯洛文尼亚（斯洛文尼亚五十强榜） | 1    |
| 韓國（Gaon單曲榜）               | 121  |

| 榜單（2020年）                       | 排名 |
| ------------------------------------ | ---- |
| 阿根廷（拉美監控電台榜）             | 45   |
| 奥地利（Ö3四十强单曲榜）             | 73   |
| 比利时佛兰德（Ultratop五十强单曲榜） | 30   |
| 比利时瓦隆（Ultratop五十强单曲榜）   | 60   |
| 加拿大（加拿大百強單曲榜）           | 27   |
| 日本（日本百强单曲榜）               | 96   |
| 日本（《告示牌》海外热榜）           | 4    |
| 荷兰（荷兰四十强单曲榜）             | 35   |
| 美國（《告示牌》百強單曲榜）         | 48   |
| 美國（《告示牌》當代成人單曲榜）     | 22   |
| 美國（《告示牌》成人四十強單曲榜）   | 10   |
| 美國（《告示牌》舞曲/電音歌曲榜）    | 3    |
| 美國（《告示牌》主流四十強單曲榜）   | 40   |

## 发行历史
| 地区     | 日期          | 格式                                                        | 版本 | 厂牌         | 参考          |
| -------- | ------------- | ----------------------------------------------------------- | ---- | ------------ | ------------- |
| 多国     | 2020年5月22日 | 數位音樂下載 流媒体                                         | 原版 | 新视镜       | [ 39 ] [ 40 ] |
| 澳大利亚 | 2020年5月22日 | 當代流行電台                                                | 原版 | 环球澳大利亚 | [ 151 ]       |
| 英国     | 2020年5月22日 | 當代流行電台                                                | 原版 | 新视镜       | [ 152 ]       |
| 英国     | 2020年5月23日 | 成人当代音乐                                                | 原版 | 新视镜       | [ 153 ]       |
| 美国     | 2020年5月25日 | 成人当代音乐                                                | 原版 | 新视镜       | [ 154 ]       |
| 美国     | 2020年5月26日 | 当代流行电台                                                | 原版 | 新视镜       | [ 155 ]       |
| 意大利   | 2020年6月5日  | 当代流行电台                                                | 原版 | 环球         | [ 156 ]       |
| 多国     | 2020年        | 图片光盘 （ 英语 ： Picture disc） CD 卡式录音带 （ 英语 ： Cassette single） 黑胶唱片 | 原版 | 新视镜       | [ 77 ]        |
| 多国     | 2020年        | 数字下载                                                    | 伴奏 | 新视镜       | [ 79 ]        |